# 本多健一
本多 健一（ほんだ けんいち、1925年8月23日 - 2011年2月26日）は、日本の電気化学者。

## 人物
埼玉県出身。太陽光エネルギーの化学的変換を中心とする光化学・電気化学の研究で名を知られた。特に、酸化チタンを材料とする光触媒、酸化チタン電極と白金電極とを組み合わせた太陽電池を開発した。
また藤嶋昭と共同で開発した、光をエネルギー源として水の電気分解を行う触媒系は「本多-藤嶋効果」と呼ばれる。
1997年に文化功労者に選ばれ、1998年には日本学士院会員に選任された。2004年には日本国際賞を受賞している。
祖父は日比谷公園などの設計を手がけ日本の「公園の父」といわれる本多静六。
2011年2月26日に肺がんのため死去。

## 略歴
- 1949年、東京大学工学部卒業
- 1957年、パリ大学より理学博士の学位を取得
- 1957年、日本放送協会技術研究所
- 1961年、東京大学工学博士　論文の題は「有機化合物の電解製造およびポーラログラフ的研究 」
- 1965年、東京大学生産技術研究所講師
- 1966年、東京大学工学部助教授
- 1975年、東京大学教授
- 1983年、京都大学教授
- 1986年、東京大学名誉教授
- 1989年、東京工芸大学短期大学部教授
- 1991年、東京工芸大学短期大学部理事
- 1994年、東京工芸大学教授、芸術学部長
- 1996年、東京工芸大学学長（2004年まで）

## 受賞
- 1982年、日本化学会賞
- 1983年、朝日賞[2]
- 1983年、米国写真科学技術者協会フェロー
- 1992年、日本学士院賞
- 1992年、The Porter Medal Award, Belgium
- 1998年、日本学士院会員
- 2004年、日本国際賞[3]

## 栄典
- 1979年、Chevalier, l' Ordre des Palmes Academiques, France
- 1989年、紫綬褒章
- 1995年、勲三等旭日中綬章[4]
- 1997年、文化功労者

## 記事出典
1. ↑  本多健一氏死去＝藤嶋氏と「光触媒」発見 時事通信 2011年3月3日閲覧
2. ↑  “朝日賞 1971－2000年度”. 朝日新聞社. 2022年9月2日閲覧。
3. ↑  “ジャパンプライズ（Japan Prize/日本国際賞）”. 国際科学技術財団. 2022年9月2日閲覧。
4. ↑  「95年秋の叙勲　勲三等」『読売新聞』1995年11月3日朝刊